# Sanden
 (octobre 2023).
Si vous disposez d'ouvrages ou d'articles de référence ou si vous connaissez des sites web de qualité traitant du thème abordé ici, merci de compléter l'article en donnant les références utiles à sa vérifiabilité et en les liant à la section « Notes et références ».
Sanden est un équipementier automobile japonais spécialisée dans les systèmes de ventilation et de climatisation. Fondé en 1943, il a son siège à Isesaki, dans la préfecture de Gunma.
Un site de production est implanté en France depuis 1996, à Tinténiac (Ille-et-Vilaine), au nord-ouest de Rennes. Ce site est aujourd'hui[Quand ?] devenu le troisième employeur industriel de la région Bretagne.